# Liscianki
Liscianki (biał. Лісцянкі; ros. Листянки) – wieś na Białorusi, w obwodzie brzeskim, w rejonie stolińskim, w sielsowiecie Horodno, przy Błocie Moroczno.